# Ілляшівка (Хмельницький район)
Ілля́шівка — село в Україні, у Миролюбненській сільській громаді Хмельницького району Хмельницької області. Населення становить 525 осіб. До 2020 орган місцевого самоврядування — Ілляшівська сільська рада.

## Історія Ілляшівки

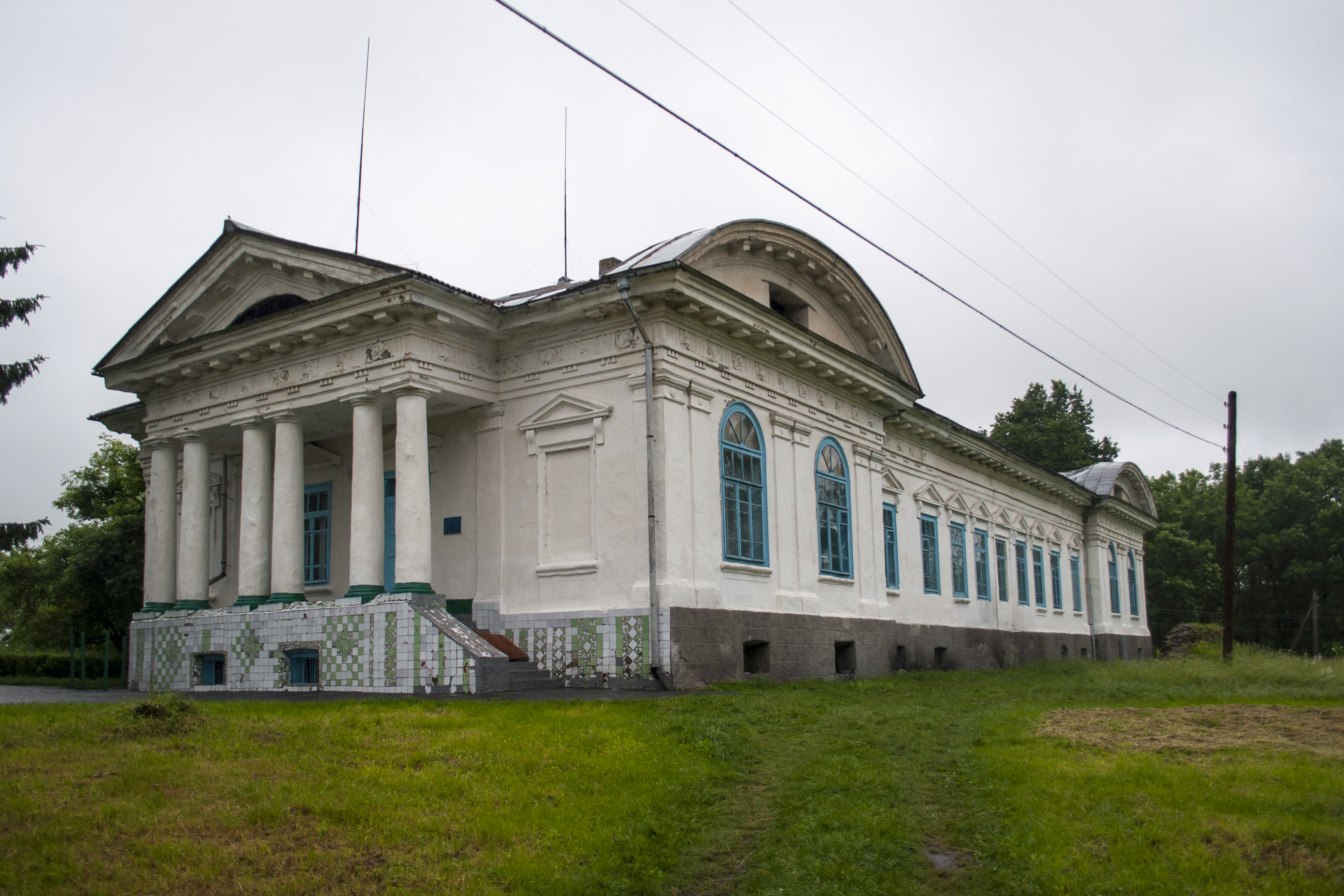
Палац в Ілляшівці

На території села знайдено багато артефактів білогрудівської, скіфської, зарубинецької та черняхівської археологічних культур, починаючи з ІІІ тисячоліття до н. е.: знаряддя праці, черепки посуду тощо.
Село засноване воєводою Ілляшем у 1449 р. Спершу належало Вороніхам.
Тутешній палац збудував наприкінці XVIII ст. Северин Букар, за проектом королівського архітектора Домініка Мерліні, а ліпне оздоблення виконав Жанбатісто Цагляно. Близько 1830 р. донька Северина Букара, одружена з одним з Бернатовичів, продала маєток Ігнатію Дорожинському, нащадкам якого маєток належав до 1917 р.

## Галерея

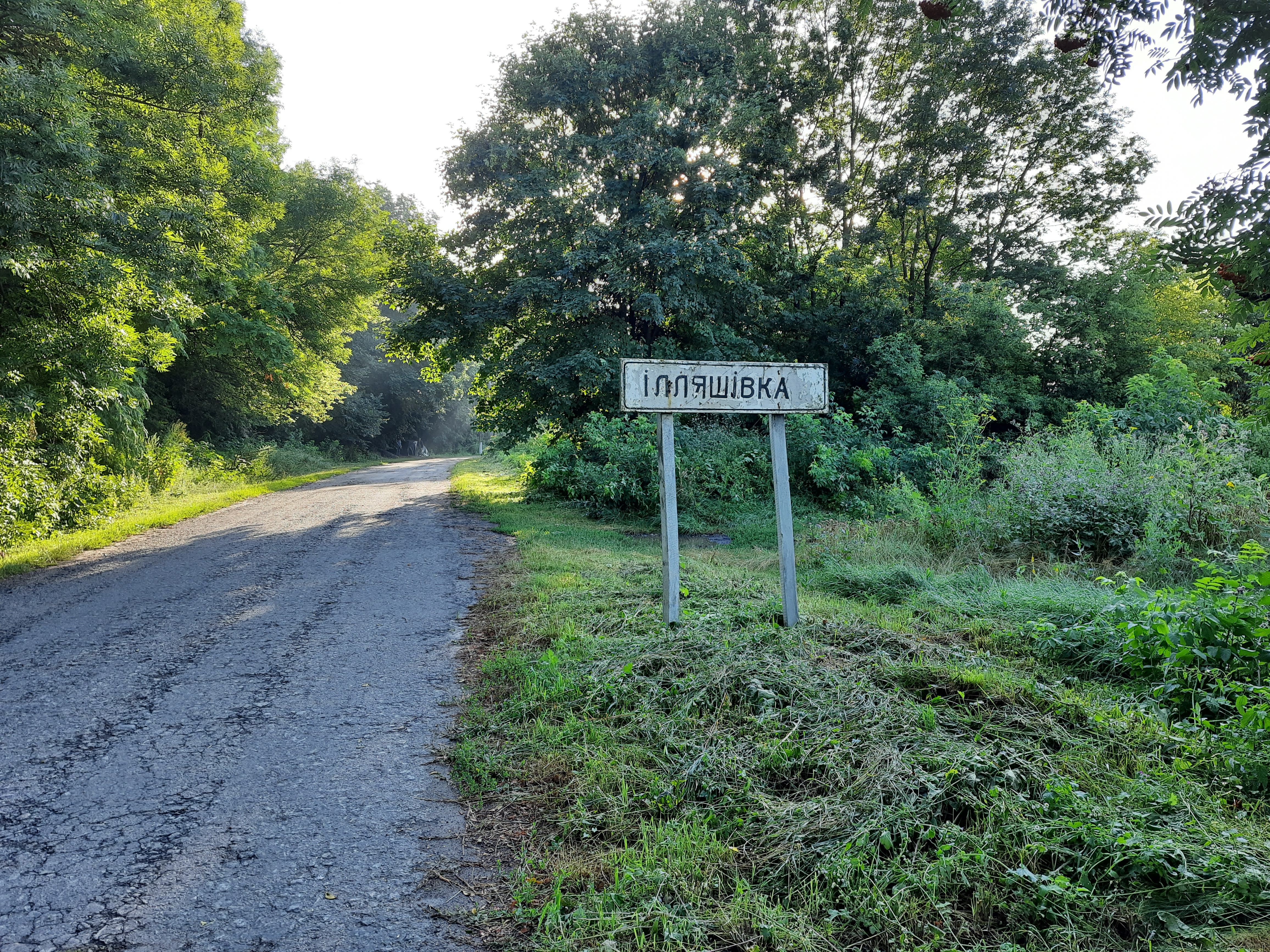
Дорожній знак при в'їзді в село
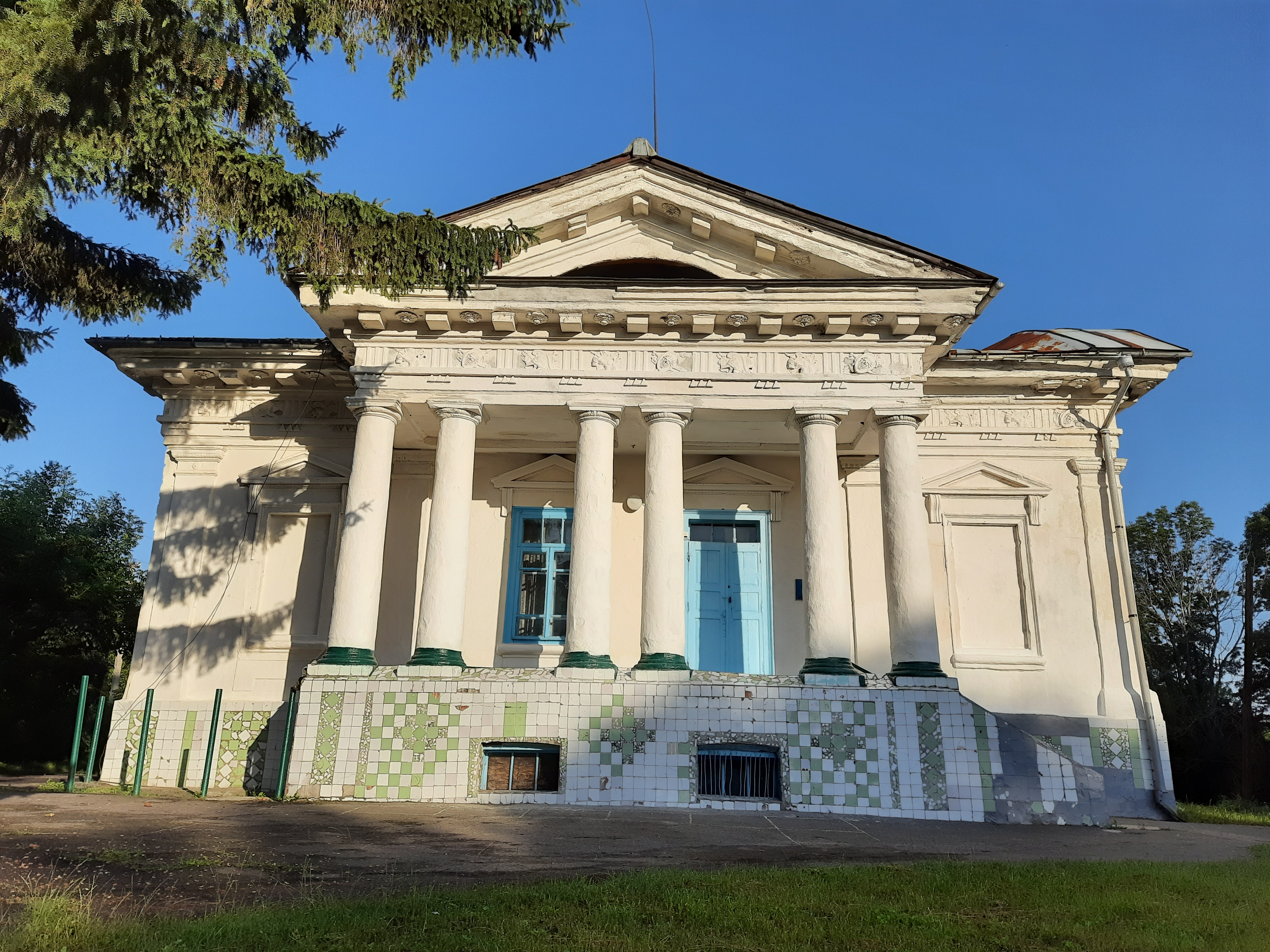
Палацово-парковий ансамбль «Маєток Ілляшівка»
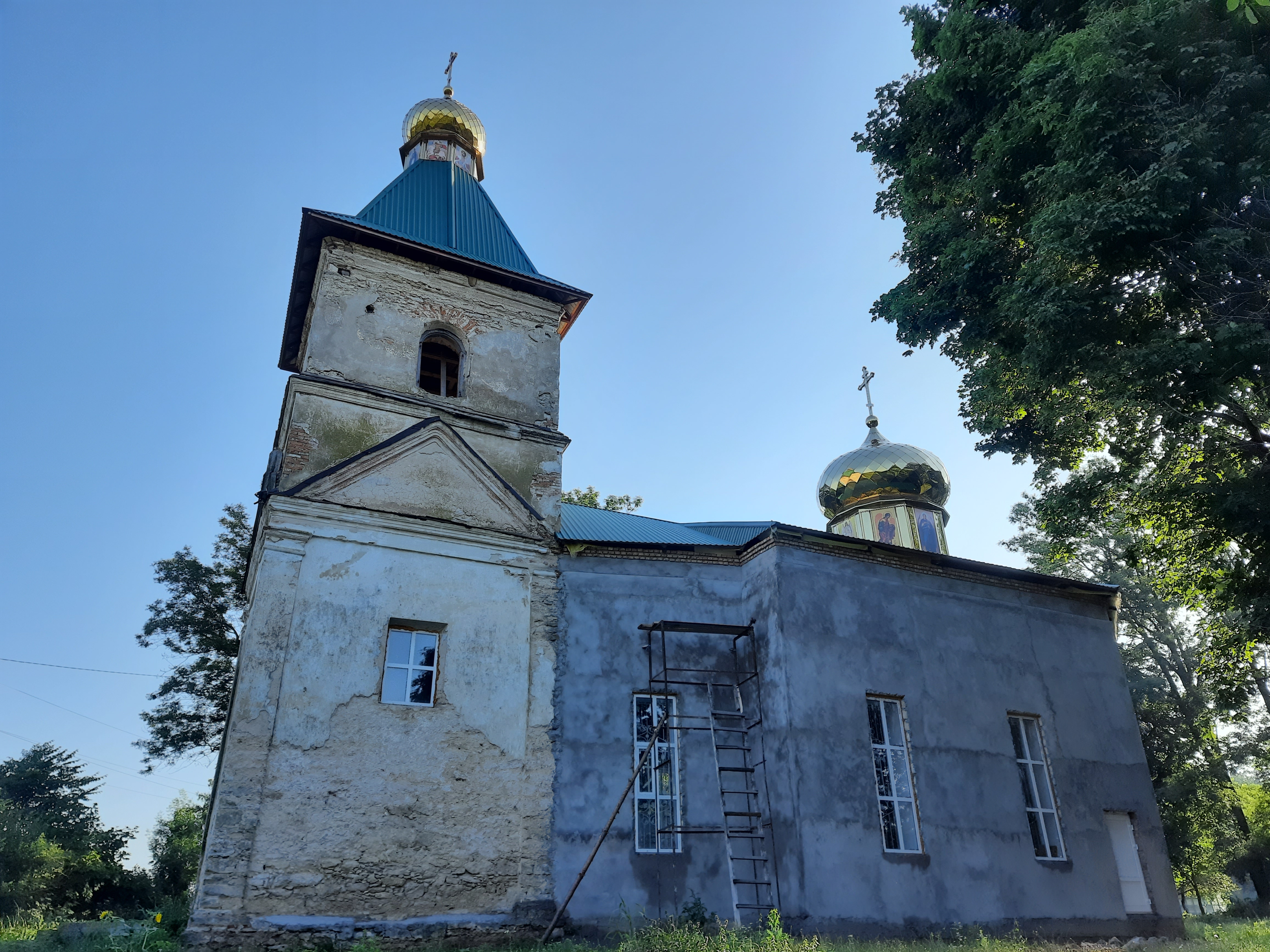
Свято-Іоанно-Богословська церква
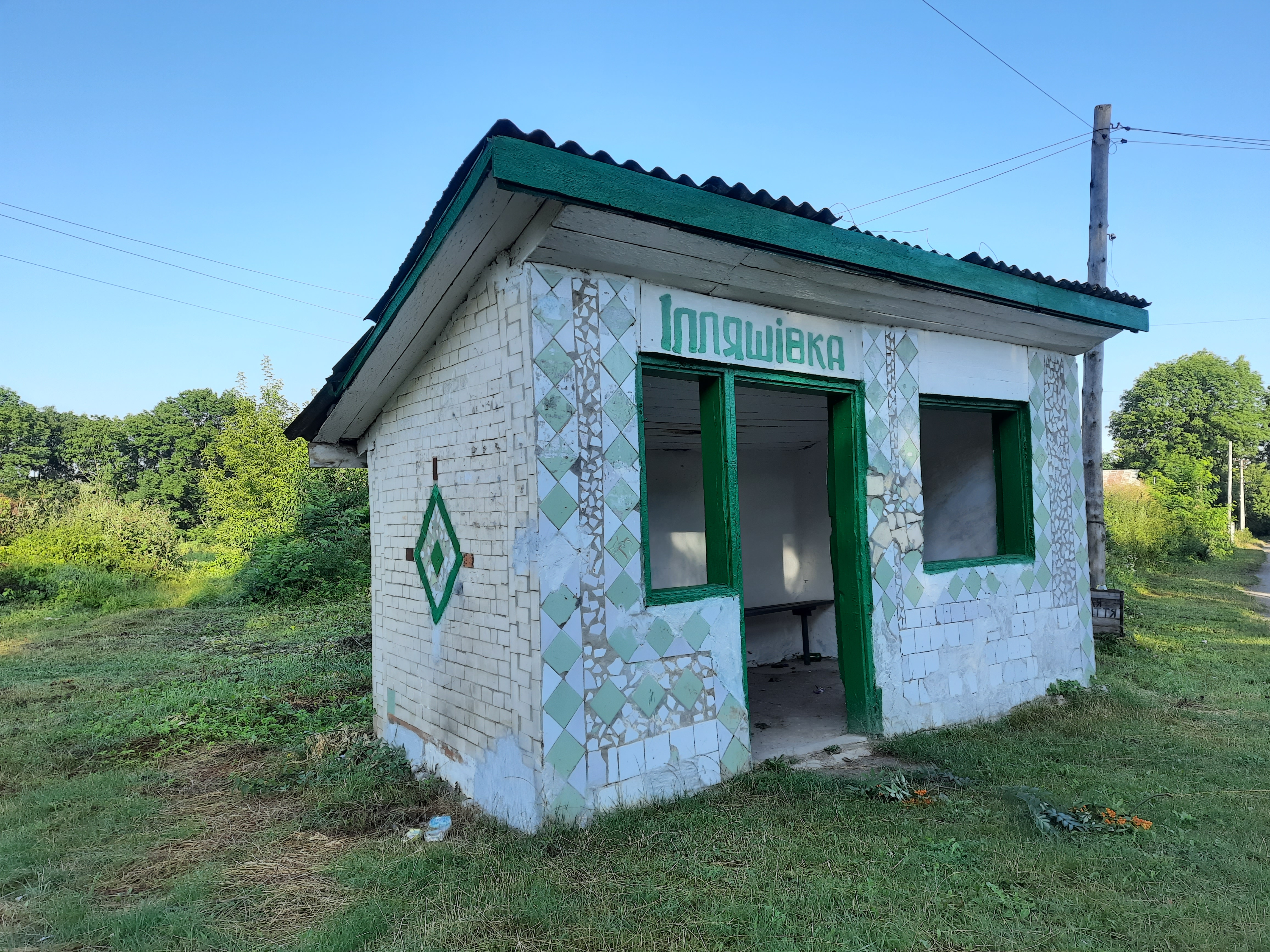
Автобусна зупинка
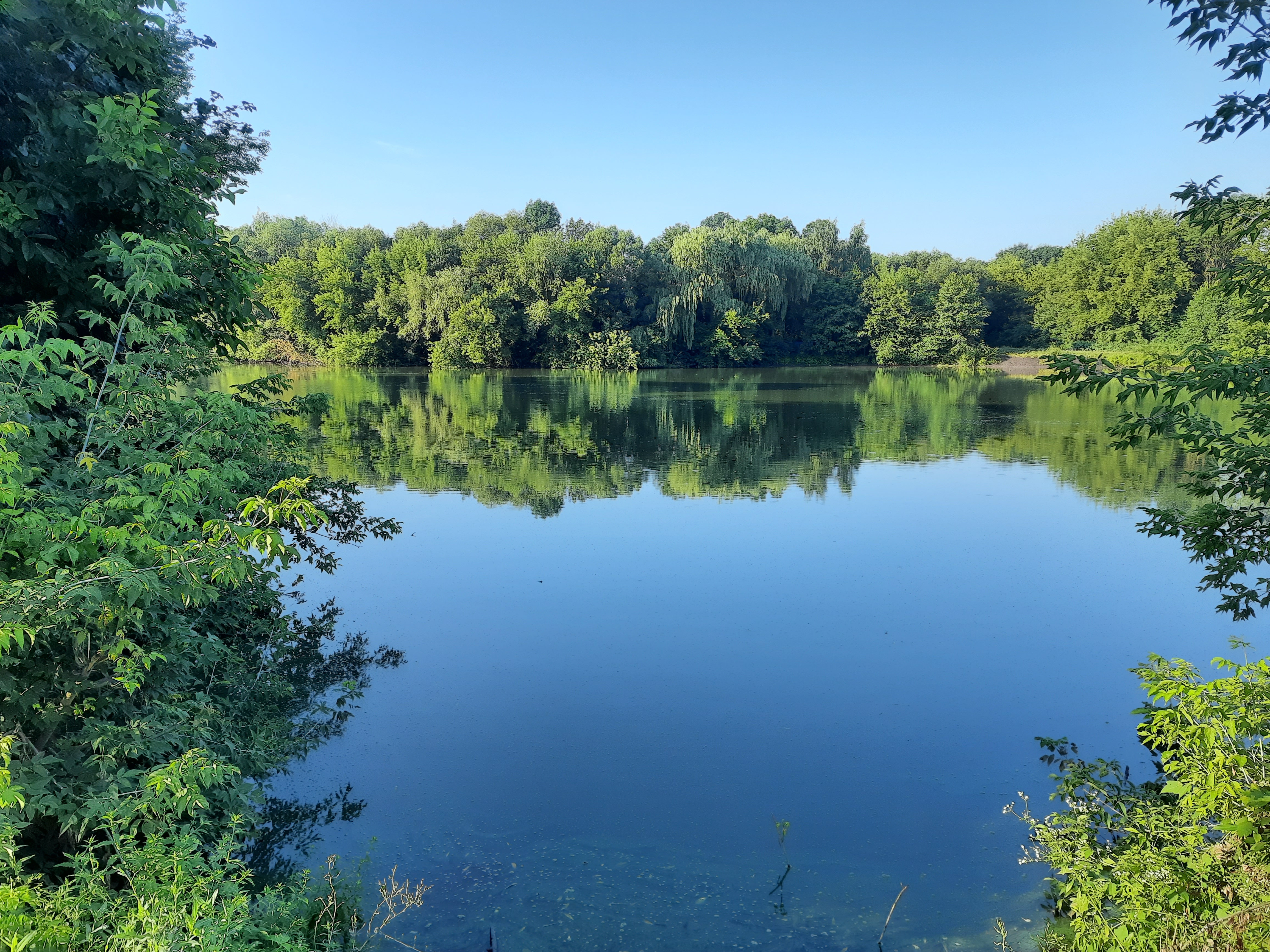
Став біля села